# 樺皮

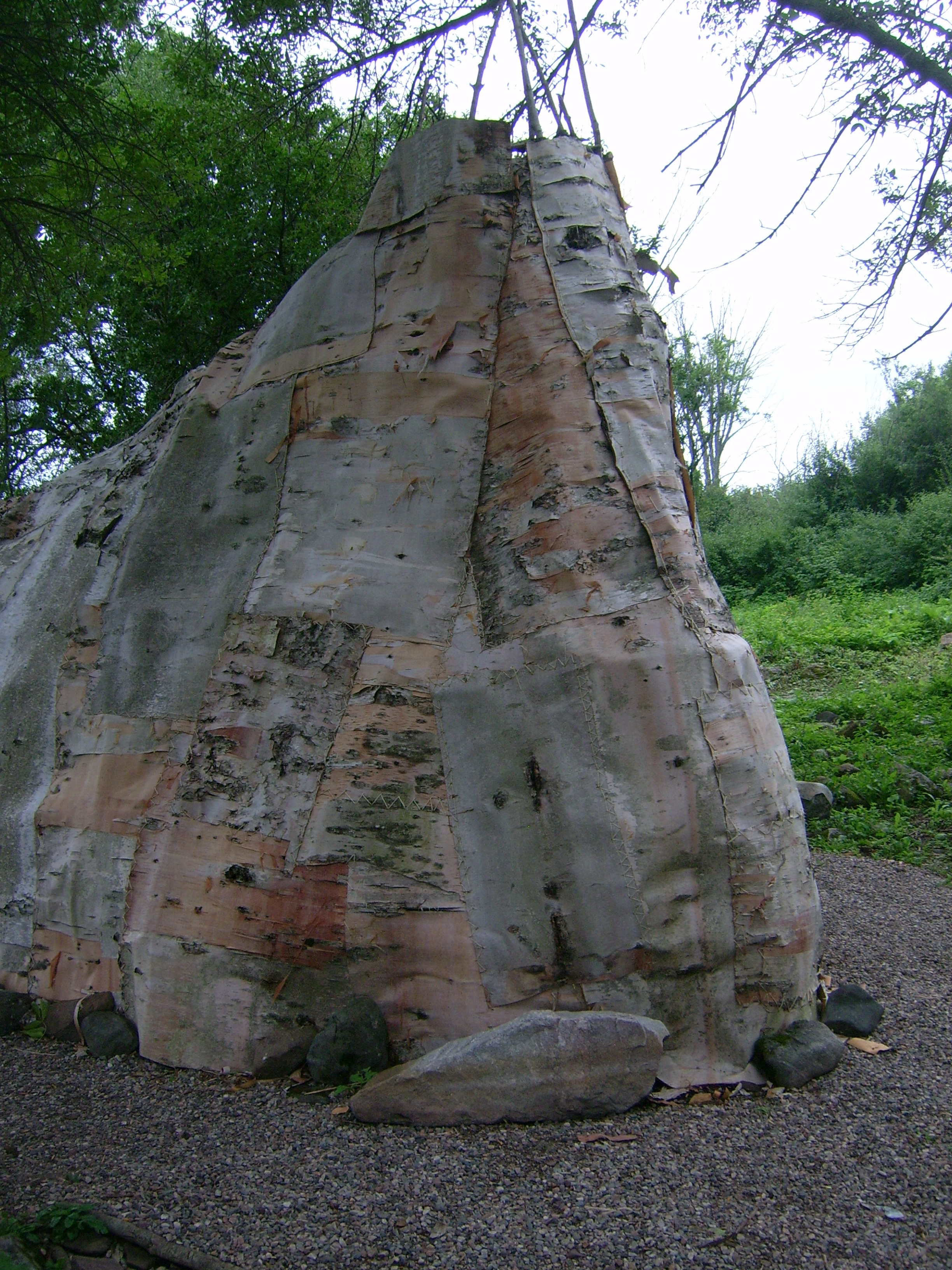
樺皮の家

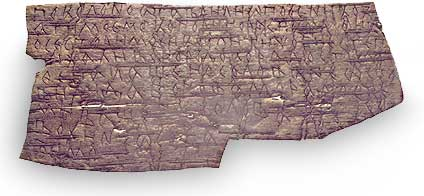
ロシアの樺皮写本（14世紀）

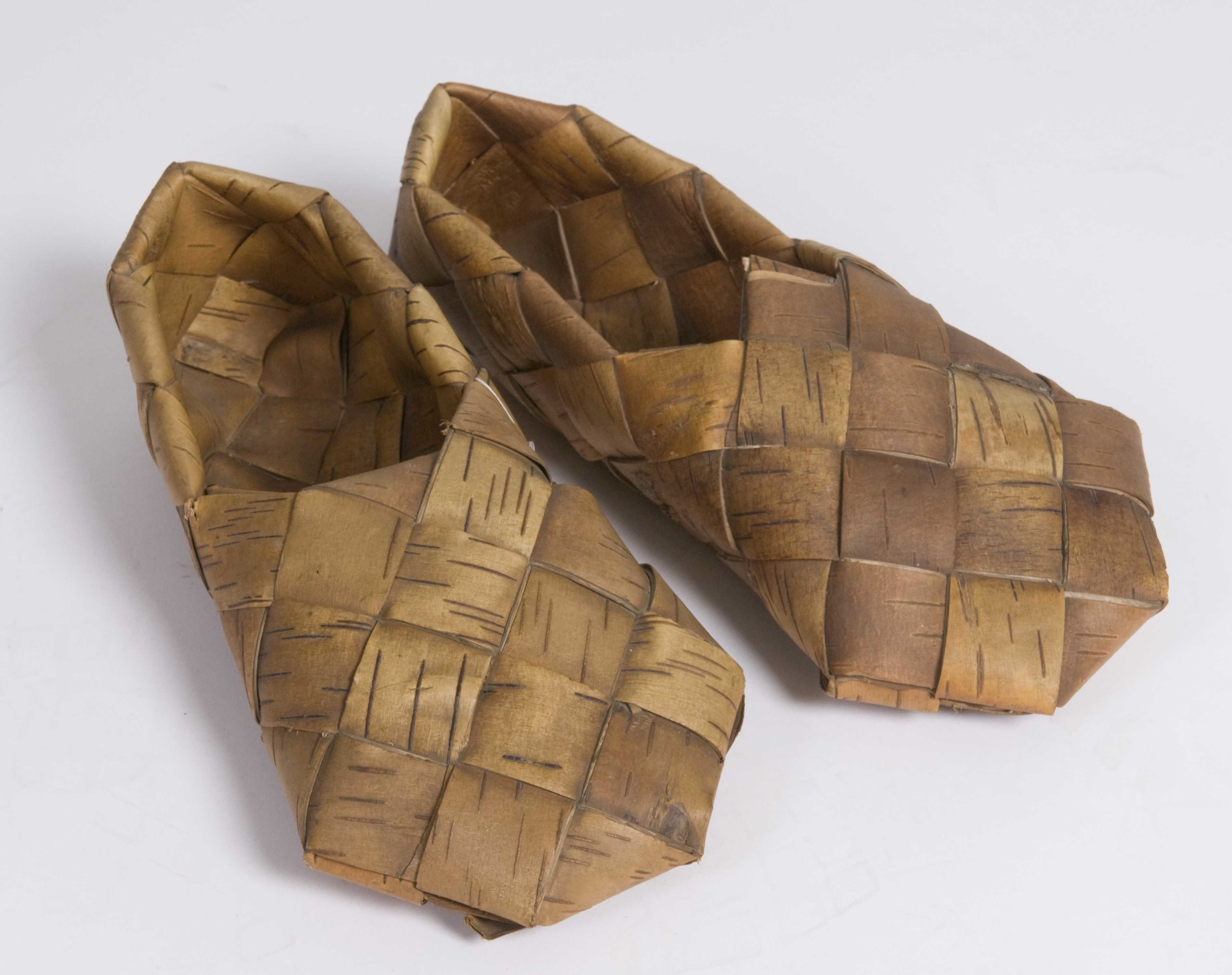
樺皮を編んで作った靱皮靴

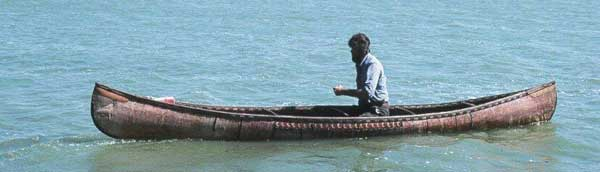
北アメリカで作られた船。中国でも作られており、暗礁のある場所でも強靭な性質を持ち、長期間水に耐えられるとされている。

樺皮（かばかわ、birch bark ）とは、ユーラシアと北アメリカにある数種のカバノキ属の木の樹皮である。
丈夫で水に強く、厚紙のような樹皮は、容易に切断され、曲がり、縫い合わされるため、先史時代より、価値のある家屋・工芸品・筆記媒材になっている。今日でも樺皮は、様々な手工芸品や美術品によく用いられる木の一種であり続けている。
樺皮はまた、医薬的および化学的に有益な物質を含んでいる。それらの生成物（ベツリンなど）には抗菌性を持つものもあり、樹皮加工物を保護したり、樹皮容器内の食品を保存する助けになっている。 
ネアンデルタール人は、樹皮から得られたタールを接着剤とした。

## 参照
1. ↑  https://doi.org/10.11247/jssdj.55.45_2
2. ↑  Schmidt, P.; Blessing, M.; Rageot, M.; Iovita, R.; Pfleging, J.; Nickel, K. G.; Righetti, L.; Tennie, C. (2019). “Birch tar production does not prove Neanderthal behavioral complexity”. Proceedings of the National Academy of Sciences 116 (36):  17707–17711. doi:10.1073/pnas.1911137116. PMC 6731756. PMID 31427508.